# Aegomorphus obscurior
Aegomorphus obscurior es una especie de escarabajo longicornio del género Aegomorphus, tribu Acanthoderini, subfamilia Lamiinae. Fue descrita científicamente por Pic en 1904.

## Descripción
Mide 9,5-12,3 milímetros de longitud.

## Distribución
Se distribuye por Kazajistán, Letonia, Mongolia, Polonia, Rusia y Ucrania.